# Latios
Latios (japanski: ラティオス Ratiosu) jedan je od 1025 fiktivnih vrsta Pokémona iz medijske franšize Pokémon, skupa Pokémon videoigara, animiranih serija, manga stripova, knjiga, igraćih karata i drugih medija kojima je tvorac Satoshi Tajiri. Svrha je Latiosa u videoigrama, animiranoj seriji i manga stripovima, kao i svrha ostalih Pokémona, borba s divljim Pokémonima – neukroćenim stvorenjima koje igrači i likovi pronalaze dok kreću na razne avanture – i pripitomljenim Pokémonima drugih Pokémon trenera.
Ime "Latios" dolazi od latinske riječi "latere" = prikriven, nevidljiv, ili engleske riječi "latent", koja ima jednako značenje. Prvo lice jednine glagola na latinskom glasi lateo, što, kada je pogrešno izgovoreno na engleskom jeziku, glasi točno kao i ime ovog Pokémona. Zbog toga, njegovo se ime može prevesti "Ja sam nevidljiv". "O" u njegovom imenu sugerira na to da je mužjak, kao što se "o" često koristi u španjolskim i talijanskim terminima kako bi se označio muški spol.

## Biološke karakteristike
Latios je plavobijeli Pokémon, koji istodobno nalikuje na pticu i zmaja, s malim rukama i nogama, i šiljastim krilima na leđima. Na trbuhu ima trokutastu oznaku, kao Togepi/Togetic/Togekiss. Identičan je kao i Latias, samo je plav, i više zavinut. Može sklopiti svoje ruke tik uz tijelo te tada može letjeti brže od mlažnjaka. Prije puštanja igara Pokémon Ruby i Sapphire u prodaju, smatralo se da su Latias i Latios na neki način povezani s moćnijim Legendarnim Pokémonom, Lugiom, zbog sličnosti između ta tri Pokémona.
Latiosov visok stupanj inteligencije dozvoljava mu da razumije ljudski jezik. Ima poslušan i ljubak karakter i ne voli borbu. Latios se pojavljuje samo pred trenerima koji imaju milosrdno srce. Poput Latiasa, može postati nevidljiv kao kameleon.
Latios, u usporedbi s Latiasem, ima pojačane telepatske moći te komunicira snagom uma (poput Mewtwoa). Uz to, Latios ima sposobnost stvoriti sliku onog što je on u tom trenutku zamislio, dajući to i drugim do znanja. Čak i dok se skriva, može osjetiti tuđe osjećaje kroz telepatiju. Može mijenjati oblik kao Latias, iako nije viđen kako to čini.

## U videoigrama
U Pokémon Ruby igri, nakon što pobijedi Elitnu četvorku, igrač se ponovo vraća kući. Kada izađe iz sobe, televizija će se upaliti, najavljujući pojavu plavog Pokémona koji velikom brzinom para nebo. Latios će se nakon toga nasumično pojavljivati u Hoenn regiji. On bježi nakon svakog susreta, baš poput Enteia, Suicunea i Raikoua u Pokémon Gold i Silver igrama.
U Pokémon Sapphire igri, Latios se ne pojavljuje u igri na ovaj način. Doduše, ako igrač ima Vječnu kartu (Eon Ticket), može otići na Južni otok, gdje će se pojaviti Latios, držeći Dušnu rosu (Soul Dew). Ovog puta, neće pobjeći tijekom borbe.
U Pokémon Emerald igri, nakon što pobijedi Elitnu četvorku, igrač se ponovo vraća kući. Kada izađe iz sobe, televizija će se upaliti, najavljujući pojavu letećeg Pokémona, ali se ne čuje njegova boja zbog prekida. Kada majka upita igrača koje je boje bio Pokémon, igrač sam odlučuje; ako odabere plavu boju, Latios će lutati Hoenn regijom, ako odabere crvenu boju, onda će to biti Latias.
Unatoč tomu što je Legendaran Pokémon, nije jedinstven te postoji više njih. Nekolicina trenera u Pokémon Emerald, Colosseum i XD: Gale of Darkness ima Latiosa u svome timu. Isto tako, dozvoljena je njegova upotreba u Borbama bez granica (Battle Frontier).
U Pokémon Mystery Dungeon igri, Latios i njegova sestra Latias pridružit će se igračevom timu nakon što ih igrač spasi u Dolini zamki.
Latios je prvi (ali ne i jedini) muški Legendarni Pokémon u čitavoj sagi.

## U animiranoj seriji
Latios i njegova sestra Latias pojavili su se u petom Pokémon filmu, Pokémon Heroes, kao čuvari Altomarea, grada nalik Veneciji. Latios živi u Skrivenom vrtu Altomarea i rijetko izlazi odatle osim ako njegova sestra ode s njim. Veoma je zaštitnički nastrojen i ne podnosi Latiasino povjerenje prema ljudima, jer on smatra da su ljudi pokvareni i nepovjerljivi. Doduše, ako ih Latias smatra dobrima, smatrat će ih Latios. Čini se da nije sposoban suprotstaviti se Latias.
Na kraju filma, Latios se žrtvuje kako bi zaštitio Altomare od ogromnog plimnog vala. Njegova je smrt prva prava smrt Pokémona u čitavoj sagi. Na samom kraju filma, dva Latiosa (vjerojatno reinkarnacije/mladunci prethodnog Latiosa) lete prema Altomareu.